# Liste der Stolpersteine in Kamenz
Die Liste der Stolpersteine in Kamenz enthält Stolpersteine, die im Rahmen des gleichnamigen Kunst-Projekts von Gunter Demnig in Kamenz verlegt wurden. Mit ihnen soll Opfern des Nationalsozialismus gedacht werden, die in Kamenz lebten und wirkten.

## Liste der Stolpersteine
| Nr. | Person              | Adresse                                       | Inschrift                                                                           | Bild | weitere Informationen |
| --- | ------------------- | --------------------------------------------- | ----------------------------------------------------------------------------------- | ---- | --- |
|     | Adolf Grünberger    | Markt Ecke Zur Schule/Pfortenstraße (Lage)    | Hier wohnte Adolf Grünberger Jg. 1864 deportiert 1943 Theresienstadt tot 31.3.1945  |      | Adolf Grünberger wurde am 17. August 1864 in Plania, Ratibor, Schlesien geboren und wohnte in Kamenz. Am 11. Januar 1944 wurde er mit dem Transport V/10, č. 421 (von Dresden nach Theresienstadt) deportiert wo er am 31. März 1945 ermordet und gemäß Toten-Begleitschein beerdigt wurde. |
|     | Dr. Bernhard Wensch | Dr.-Bernhard-Wensch-Weg (Talstraße 14) (Lage) | Hier wirkte Dr. Bernhard Wensch Jg. 1908 Verhaftet 1941 Dachau Verhungert 15.8.1942 |      | Bernhard Wensch erhielt 1934 die Priesterweihe im Dom St. Petri in Bautzen und war zunächst Kaplan in Kamenz, bis er 1937 zum Diözesanjugendseelsorger berufen wurde. Er wurde 1941 verhaftet und kam im November des Jahres in den Pfarrerblock des KZ Dachau, wo er seine Brotrationen mit Mithäftlingen teilte, obwohl er selbst bereits geschwächt war und infolge dessen am 15. August 1942 verstarb. |